# Tapentadol

Strukturfomel för tapentadol.

Tapentadol är ett läkemedel mot smärta. Det säljs i Sverige under varunamnet Palexia.
Det verkar genom att påverka μ-opioidreceptorn, samt även genom påverkan på noradrenalinåterupptaget i hjärnan.
Tapentadol, den aktiva substansen i Palexia Depot, är ett starkt smärtstillande läkemedel som tillhör klassen opioider. 
Palexia Depot används för behandling av svår kronisk smärta hos vuxna som endast får tillräcklig effekt av opioida smärtstillande läkemedel.
Palexia (tapentadol) finns i styrkor 50mg, 100mg, 150mg, 200mg och 250mg. Rekommenderad maximal dygnsdos ligger på 500mg.
För att jämföra läkemedel motsvarar 50-100mg tapentadol ungefär 10-15 mg oxikodon som är det verksamma ämnet i oxycontin.